# 't Kruis
 't Kruis is een buurtschap in de gemeente Dijk en Waard, in de Nederlandse provincie Noord-Holland. 't Kruis heeft 480 inwoners (2004).
't Kruis is een buurtschap en volgens sommigen zelfs een dorp. Het is door de groei van Heerhugowaard sinds de jaren zestig helemaal aan deze plaats vast komen te liggen. Van oorsprong is het een echt zelfstandige woongemeenschap, maar door de stadsuitbreidingen ging een groot deel van het dorpsgebied op in de nieuwbouw. De kern bleef echter wel, net als De Noord, apart liggen. Tegenwoordig wordt 't Kruis soms niet meer gezien als aparte woonkern, en dan wordt het dus ook niet meer genoemd als zelfstandig dorp.
De plaatsnaam zou mogelijk verwijzen naar het feit dat de woonkern op een kruispunt lag van twee wegen. In de Opregte Haarlemsche Courant van 13 december 1827 stond er een bericht waarin werd gesproken van een veiling van ‘twee kavels gras- en zaadland’ deels ‘gelegen in den Heer Hugowaard, aan het Kruis van de Jan Glijms- [sic] en Rustenburgerwegen’.  De Jan Glijnisweg werd al eerder vernoemd in de Opregte Haarlemsche Courant van 28 september 1811, daar gespeld: Jan-Glijnis-Weg.
't Kruis kent een basisschool, een café, een jaarlijkse kermis, een omnisportvereniging (voetbal en handbal) (KSV), een wijkvereniging, een supermarkt (Aldi) en een wit kerkje, de Heilige Familiekerk uit 1923. Tevens bevindt zich er een veld dat in de zomer als sportveld fungeert en in de winter als schaatsbaan.